# Stoke Newington
Stoke Newington is een wijk in het Londense bestuurlijke gebied Hackney, in de regio Groot-Londen.

## Geboren
- Bernard Lewis (1916-2018), historicus, oriëntalist
- Jean Marsh (1934-2025), actrice
- Clem Cattini (1937), drummer
- David O'Leary (1958), voetballer
- Fatima Whitbread (1961), Europees en wereldkampioene speerwerpen

## Galerij

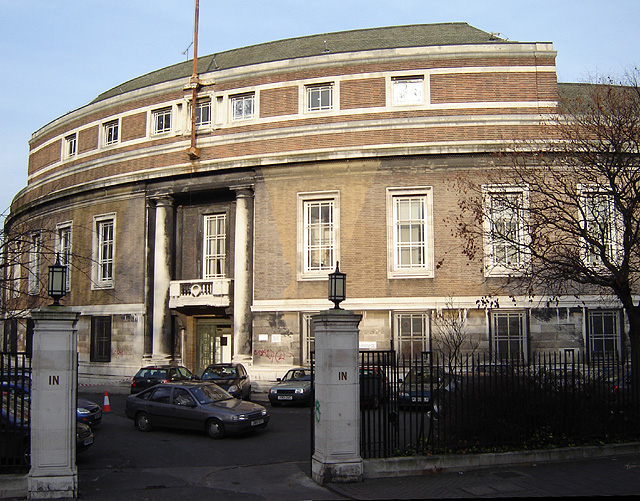
Gemeentehuis van de voormalig Borough van Stoke Newington
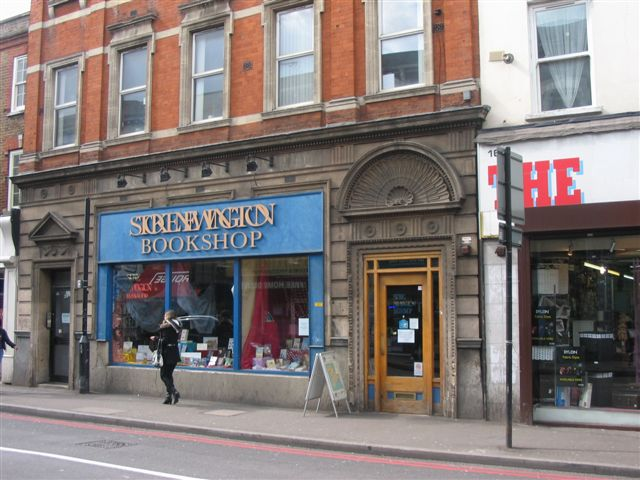
Winkelstraat met boekhandel in Stoke Newington
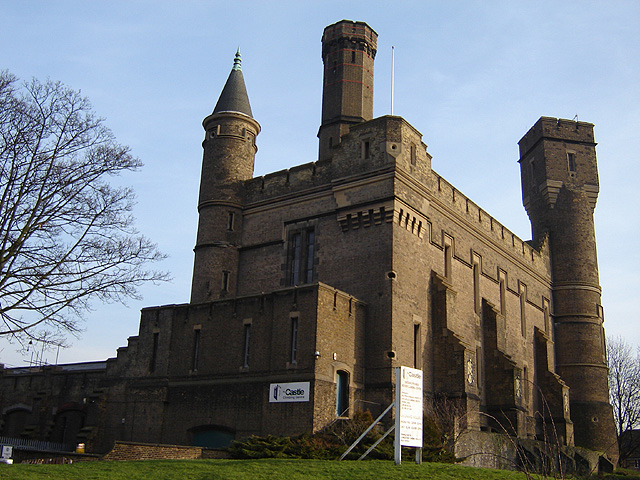
Kasteel van Stoke Newington

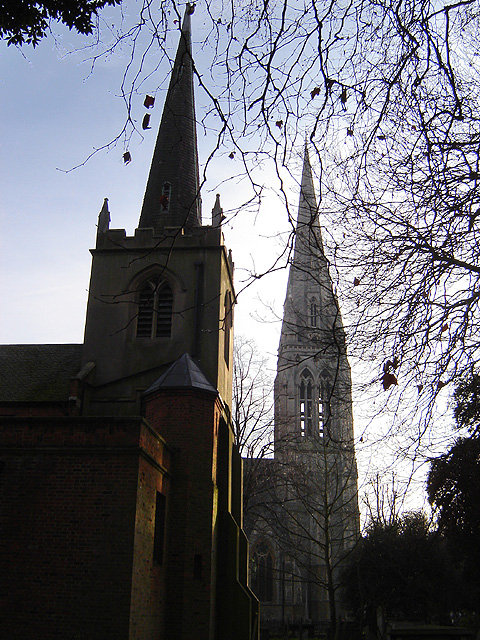
De oude kerk (links) en de nieuwe kerk (rechts) van Stoke Newington